# 藤谷栄也
藤谷 栄也（ふじや まさや、1931年11月3日 - ）は、日本の元アナウンサー。NHK札幌放送局などで活躍した。

## 略歴
東京府（現在の東京都）生まれ。14歳で戦時中に北海道余市へ疎開する。
北海道余市高等学校を経て、北海道大学に進学し、同大教育学部を卒業。
1954年にNHKへ入局し、アナウンサーとして活躍。
札幌放送局の人気番組「北海道中ひざくりげ」の初代リポーター・北海道ニュースワイドのキャスターを務める。北海道中ひざくりげでは江戸っ子らしい小気味の良い口ぶりや人懐っこい笑顔で人気を博した。
NHK退職後は1997年に札幌国際大学非常勤講師に就任、講演や大学での授業を通じて日本語の正しい使い方を教える。その後2001年3月には小樽市内で運転中に脳卒中を発症し8ヶ月のリハビリや自宅療養を行い右半身麻痺を負うも言語障害はなく、翌年9月から講演活動を再開。
著書には『にほん語お福分け』（2007年・柏艪舎）がある。